# Musée de l'architecture finlandaise
Le Musée de l'architecture finlandaise (en finnois : Suomen rakennustaiteen museo)  est un musée d'Helsinki consacré à l'architecture.

## Historique
Fondé en 1956, il est le deuxième plus ancien musée de ce type, après celui de Moscou. 
Le musée a été créé à partir de la collection photographique de l'Association des architectes finlandais, qui fut fondée en 1949.
Il est la propriété de l'état finlandais par l'intermédiaire des Propriétés du Sénat.

## Architecture
Le bâtiment se situe rue Kasarmikatu dans le quartier d'Ullanlinna, sur le même terrain que le Musée du Design d'Helsinki. Il est de Style néorenaissance et a été conçu par Magnus Schjerfbeck. Sa construction se termina en 1899.
Ce bâtiment n'abrite le musée que depuis 1981. Avant cette date, il était utilisé par des associations scientifiques et par l'association de gymnastique de l'Université d'Helsinki.

## Activités
Le musée a pour activités principales : l'archivage, la tenue d'une bibliothèque, la recherche, l'édition et la diffusion d'informations.
Il organise aussi des expositions et présente l’architecture finlandaise à l'étranger et l'architecture étrangère en Finlande.
Le musée accueille généralement deux expositions simultanées.